# Saranče obecná
Saranče obecná (Chorthippus parallelus) je rovnokřídlý hmyz.

## Popis
Středně velký hmyz zelenohnědé barvy se silnýma zadníma nohama přizpůsobenýma ke skákání. Na hlavě mají krátká tykadla která směřují dopředu. Živí se býložravě. Samičky zpravidla nemají kladélko. Po stranách zadečku mají umístěny sluchové orgány.

### Zvuky
Samci vydávají třením zadních noh o křídla zvuk, připomínající jemné vrzání.

## Rozšíření
Saranče obecná je rozšířena na téměř všech otevřených travnatých stanovištích, která nejsou příliš mokrá ani příliš suchá: na pastvinách, cestách a lesních pasekách téměř v celé Evropě. Areál rozšíření se rozkládá od pobřeží Atlantského oceánu až po Ural a Sibiř a od Skandinávie na severu k jižnímu Španělsku, severní Africe a Anatolii na jihu.